# キラーアプリケーション
キラーアプリケーション（英: killer application）、しばしば略してキラーアプリ（英: killer app）とは、そのアプリケーションが動く特定のシステムを購入しようと意識的にであれ無意識的にであれ、人々に思わせるようなアプリケーションソフトウェアを指す、コンピュータ関連業界のジャーゴン（俗語、隠語）である。

## 概要
ユーザ側から見ると、新しいシステムを購入するということは新たに購入費用つまりお金が余分にかかり、また、もし新しいシステムを購入すれば使い方も学習しなければならず苦労と時間を要する。つまりスイッチング・コストなどと呼ばれる負荷が新システム購入者にはのしかかる。これらのコスト（負荷）は新しいシステムの普及を妨げる大きな要因となる。特にすでに何らかのシステムが既に世に普及している場合には、既存のシステムだけをそのまま使い続けるほうがコスト（負荷）はかからず楽であり、ユーザたちはそのまま既存のシステムだけを使う場合と新たに新しいシステムも購入した場合の比較を（意識的にであれ無意識的にであれ）するもので、ほとんどの人々は（意識的、無意識的に）余計なコストを避け、既存システムだけをそのまま使い続けることになる。キラーアプリケーションというのはその状況を変えるようなもの、つまり「あの魅力的なアプリケーションをとにかく使いたい。あのアプリケーションのメリットに比べれば新システム購入して使用するデメリットは大したことはない」と思わせるくらいの魅力を感じさせるアプリケーションソフトのことであり、システムメーカー側の視点で言えばそのシステムの販売台数と売上金額を増やすのに貢献してくれるアプリケーションソフトのことである。

## 具体例
- Apple IIにおける、VisiCalc
- 初代IBM PCにおける、Lotus 1-2-3
- Macintosh 512K、Macintosh Plus、Macintosh SE、Macintosh IIにおける、Excel（1985年9月から1987年9月まで。10月にWindows向けがリリースされた）
- 1990年代前半までのMacintoshにおける、DTPソフトのAldus PageMakerもしくはQuarkXPress、およびAldus FreeHandもしくはAdobe IllustratorとPhotoshop（の組み合わせ。出版業界がDTPをするのに必要なソフトウェア群の一組）

もともとWYSIWYGのDTPソフトはMacintosh向けにしか存在しなかった。Aldus PageMakerは初のWYSIWYG・DTPソフトでありMacintosh向け（だけ）用に発売され、出版・印刷業界が飛びつき、Macintoshの販売台数増大に貢献した。Macintoshは初代MacintoshからWYSIWYGを実現するつもりでシステムが開発されていたのでその機能を活かして実現できていた。続くQuarkXPressも1987年にMacintosh（だけ）用に発売された。当時Windows向けは一切無かった。そのため当時はMacintoshのキラーアプリケーションだった。DTP業界ではMacintoshが必須だった年月は長い。なおQuarkXPressがWindowsに一応移植されたのはWindows 3.1向け（1992年）だったが、これはMacintosh向けと比べてカラー機能の不備、正確なWYSIWYGになっていないなどいくつも不具合があり、業務では使いものにならず、おまけに当時のWindows 3.1というOSはバグが多くフリーズ連発でOSレベルで使い物にならず皆が嫌って導入しない状態だったので、当然当時の出版・印刷業界はこぞって「DTPをするならMacintosh 一択」と結論し、その後も長年その状況が続いた（当時まともなカラーマネジメント機能を備えていたのはMacintoshだけで、Windows OSのほうには根本的にその機能が欠けていたからマイクロソフト社はカラー制御の機能を移植したくても移植できなかった）。
- （1990年代の日本）Microsoft Windows 95パソコンにおける一太郎かな漢字変換システム

### ゲーム
起源は不明だが、日本では家庭用ゲーム機上で動くゲームソフトに関しては「キラーソフト」と和製英語で呼ばれている。具体例や一覧は、別記事「キラーソフト」に掲載している。

## その他
「キラーコンテンツ」という用語は「この語からの派生と思われ、より一般的にコンピュータソフトウェア以外の作品なども指す」